# 헌티드 힐 (1999년 영화)
《헌티드 힐》(영어: House on Haunted Hill)은 미국에서 제작된 윌리엄 멀론 감독의 1999년 초자연 공포 영화이다. 1959년에 개봉한 동명 영화의 리메이크 작품이다. 제프리 러시, 팜커 얀선 등이 출연하였고, 로버트 저메키스, 조엘 실버, 길버트 애들러가 제작에 참여하였다.

## 출연
- 제프리 러시 - 스티븐 H. 프라이스 역
- 팜커 얀선 - 에벌린 스토커드프라이스 역
- 테이 디그스 - 에디 베이커 역
- 앨리 라터 - 세라 울프 역
- 브리짓 윌슨 - 멀리사 마거릿 마 역
- 피터 갤러거 - 도널드 W. 블랙번 의학 박사 역
- 크리스 커탠 - 왓슨 프리칫 역
- 맥스 펄리치 - 칼 셱터 역
- 제프리 콤스 - 리처드 벤저민 배너컷 역
- 제임스 마스터스 - 채널3 촬영 기사 역
- 리사 로브 - 채널3 기자 역
- 피터 그레이브스 - 본인 역

## 기타 제작진
- 공동 제작: 테리 캐슬
- 배역: 로라 케네디
- 미술: 데이비드 F. 클래슨
- 의상: 응우옌하
- 특수 효과: 로버트 커츠먼, 그레그 니커테로, 하워드 버거

## 우리말 녹음
KBS 성우진 (2001년 7월 28일)
- 설영범 - 스티븐 H.  프라이스(제프리 러시)
- 강희선 - 에블린 스토커드-프라이스(팜커 얀선)
- 김영민 - 에디 베이커(테이 디그스)
- 함수정 - 세라 울프(앨리 라터)
- 김정주 - 멀리사 마(브리짓 윌슨)
- 김준 - 도널드 W. 블랙번(피터 갤러거)
- 손선근 - 왓슨 프리(크리스 커탠) / 칼 셱터(맥스 펄리치)
- 오수경 - 채널 3 방송 기자(리사 로브) / 프라이스의 비서(지넷 루이스)
- 임진응 - 채널 3 방송 촬영 기사(제임스 마스터스)